# Heterometrus
Heterometrus je rod asijských pralesních štírů z čeledi Scorpionidae. Vyznačují se velkou velikostí, měří většinou kolem 8 až 15 cm a patří sem některé z největších druhů štírů vůbec. Mají většinou tmavou barvu. Rod obsahuje např. druhy Heterometrus swammerdami či Heterometrus petersii.
Štíři z rodu Heterometrus mají velká klepeta, jež používají k lovení kořisti. Heterometrus obecně není obzvlášť jedovatým ani agresivním rodem a jeho bodnutí se dá přirovnat k bodnutí včely a nebo komára, jed je tedy velmi slabý. Živí se hlavně hmyzem a jinými členovci, ale nepohrdne ani menším štírem. U štírů obecně je velmi známý kanibalismus.